# Мегасинкліналь
Мегасинкліналь (рос. мегасинклиналь, англ. megasyncline, нім. Megasynklinale f) — велика синкліналь простої будови, сумірна з синклінорієм, виражена в рельєфі западинами розміром до 1000 км — перші сотні км. Крила можуть бути ускладнені дрібними пологими складками і нахилені під кутом в дек. градусів. Поширені в епіплатформних орогенах.